# Boikivske
Boikivske (en ucraniano: Бойкiвске, en ruso: Бойковское, romanizado: Boikóvskoye) es un asentamiento urbano ucraniano perteneciente al óblast de Donetsk. Situado en el sureste del país, hasta 2020 era el centro del raión de Telmanove, pero actualmente es parte del raión de Kalmiuske y del municipio (hromada) de Boikivske. Sin embargo, según el sistema administrativo ruso que ocupa y controla la región, Boikivske es el centro del raión de Telmanove.
El asentamiento se encuentra ocupado por Rusia desde la guerra del Dombás, siendo administrada como parte de la de facto República Popular de Donetsk.

## Toponimia
Hasta 1935, el asentamiento recibía el nombre de Ostheim (en ucraniano: Остгейм; en ruso: Остгейм). Durante el periodo soviético, el sitio se nombró como Télmanove (en ucraniano: Тельманове; en ruso: Тельманово) en honor al comunista alemán Ernst Thälmann. El 18 de febrero de 2016, como parte de las políticas de descomunización de Ucrania, el nombre de Boikovske fue aprobado en honor a los boikos.

## Geografía
Boikivske está en el nacimiento del río Jatsizka, 50 km al noreste de Mariúpol y 67 km al sur de Donetsk.

## Historia
El antiguo asentamiento de habla alemana de Ostheim es un asentamiento subsidiario de la colonia suabia de Neu-Hoffnung (hoy parte de Osipenko cerca de Berdiansk). Fue fundado en 1878 en el área de asentamiento de los cosacos del Don y colonizado por menonitas de habla alemana. La tierra primero fue arrendada al terrateniente cosaco Krasnoshchokov, y luego comprada. En 1890 se instaló una estación de correos y telégrafos en la ciudad, y en 1903 se estableció una asociación de consumidores, que duró hasta la guerra civil rusa en 1919. 
En 1929, la mayoría de los campesinos fueron arrestados como kulaks y desterrados a Siberia, mientras que los artesanos locales fueron reasentados en el vecino Korntal (actualmente renombrado como Zernove). Los residentes ruso-ucranianos de las comunidades vecinas se mudaron a las casas vacías, y en 1934 la sede del distrito se trasladó aquí desde Karan (actualmente Jranitne) hacia el oeste. El pueblo llevó el nombre alemán Ostheim hasta 1935 y luego pasó a llamarse Telmanove en honor a Ernst Thälmann. En 1930, funcionó una escuela alemana de siete años; en 1935, el periódico Bilshovik se publicó en ucraniano y alemán.
Durante la Segunda Guerra Mundial, el sitio fue conquistado y ocupado por las tropas de la Wehrmacht el 13 de octubre de 1941 y liberado por el Ejército Rojo el 9 de septiembre de 1943.
Después de la expulsión de todos los alemanes del territorio soviético durante la Segunda Guerra Mundial, el pueblo fue reasentado por boikos deportados (514 personas) de territorios que fueron transferidos por la Unión Soviética a Polonia en el intercambio territorial polaco-soviético de 1951. Telmanove ha sido un asentamiento de tipo urbano desde 1971.
Desde entonces se administra como parte de la República Popular de Donetsk de facto. Los rebeldes prorrusos tomaron Telmanove el 1 de septiembre de 2014 como parte de la guerra del Dombás, siendo administrado desde entonces como parte de la República Popular de Donetsk. El 2 de febrero de 2016, la Rada Suprema de Ucrania aprobó el cambio a Boikivske.
Por decreto de la autoproclamada República Popular de Donetsk, el asentamiento de tipo urbano de Olénovka pasó a llamarse asentamiento de tipo urbano de Yelénovka (en ruso: Еленовка) el 12 de mayo de 2022. 

## Demografía
La evolución de la población de Boikivske entre 1897 y 2022 fue la siguiente:
| 358                                                           | 4149 | 5404 | 5337 | 4434 | 4315 | 4219 |
| (Fuente: Cities & Towns of Ukraine y UKRAINE: Größere Städte) |      |      |      |      |      |      |

Según el censo de 2001, la lengua materna de la mayoría de los habitantes, el 57,46%, es el ucraniano; del 41,97% es el ruso.